# Natanael Dos Santos Macedo
Natanael Dos Santos Macedo (Americana, 16 de desembre de 1969) és un exfutbolista brasiler, que ocupava la posició d'atacant. Ha desenvolupat gairebé tota la seua carrera al seu país, tret d'un perïode al Cadis CF i d'un altre a l'Al Hilal saudí. Va destacar sobretot a les files del Sao Paulo FC, amb qui aconsegueix diversos títols internacionals.

## Equips
- 88/90 Rio Branco
- 90/93 Sao Paulo
- 1993 Cadis CF
- 1993 Cruzeiro
- 94/98 Santos
- 1996 Vasco de Gama
- 1998 Coritiba
- 1999 Gremio
- 00/02 Ponte Preta
- 01/02 Al Hilal
- 2003 Rio Branco
- 2003 Fortaleza
- 2003 Ceará
- 2004 Ponte Preta
- 2005 Taubaté
- 05/06 Atlético Sorocaba
- 2006 Comercial-SP
- 2007 Itabaiana
- 2008 Operario MS

## Títols
- Campionat Paulista: 1991, 1992
- Libertadores: 1992, 1993
- Intercontinental: 1992, 1993
- Recopa Sudamericana: 1993
- Torneig Rio-Sao Paulo: 1997
- Campionat Gaúcho: 1999